# Limnocyon
Limnocyon és un gènere extint de mamífers creodonts de la família dels hienodòntids que visqueren a Nord-amèrica durant l'Eocè. Se n'han trobat restes fòssils a Califòrnia, Utah i Wyoming (Estats Units). Les espècies d'aquest grup eren limnocionins terrestres i generalistes. És possible que excavessin caus. Es calcula que les diferents espècies d'aquest grup abastaven un espectre de pesos que anava des de 7,8 kg fins a 16 kg. El nom genèric Limnocyon significa 'gos d'aiguamoll'.